# Mesquite (Teksas)
Mesquite – miasto w Stanach Zjednoczonych, w stanie Teksas, w obszarze metropolitalnym Dallas–Fort Worth. Według spisu z 2020 roku liczy 150,1 tys. mieszkańców.
Miasto, w którym odbywa się Mesquite Championship Rodeo, jest powszechnie znane jako „stolica rodeo w Teksasie”.